# Liverpool Street (stanice metra v Londýně)
Liverpool Street je stanice londýnského metra, která byla otevřena v roce 1875. V roce 1991 ji znovuotevřela královna Alžběta II. Stanice se nachází na linkách :
- Metropolitan Line (mezi stanicemi Moorgate a Aldgate)
- Circle Line (mezi stanicemi Moorgate a Aldgate)
- Central Line (mezi stanicemi Bank a Bethnal Green)
- Hammersmith & City line (mezi stanicemi Moorgate a Aldgate East).

- V této stanice také staví vlakové linky: National Rail a Crossrail.

Ročně tato stanice odbaví cca 73 milionů cestujících metra a vlakových linek cca 63 milionů cestujících.